# Boris Barinow
Boris Agafonowicz Barinow (ros. Бори́с Агафо́нович Ба́ринов, ur. 6 sierpnia 1909 w Carycynie, zm. 19 września 1971 w Barnaule) – radziecki działacz partyjny i funkcjonariusz służb specjalnych, pułkownik.

## Życiorys
Od września 1930 do czerwca 1936 studiował w Stalingradzkim Instytucie Mechanicznym, potem pracował w fabryce traktorów w Stalingradzie m.in. jako szef odlewni, 1938 został członkiem WKP(b). Od lipca do października 1942 walczył w robotniczym pospolitym ruszeniu, od listopada 1942 do marca 1946 był zastępcą szefa i szefem odlewni fabryki nr 77 w Barnaule, od marca 1946 do grudnia 1948 partyjnym organizatorem tej fabryki, a od grudnia 1948 do lutego 1950 kierownikiem Wydziału Przemysłu Ciężkiego Ałtajskiego Komitetu Krajowego WKP(b). Od lutego 1950 do stycznia 1952 był I sekretarzem Komitetu Miejskiego WKP(b) w Barnaule, od lutego 1952 do marca 1953 zastępcą szefa Zarządu MGB Kraju Ałtajskiego, od marca 1953 do marca 1954 zastępcą szefa Zarządu MWD Kraju Ałtajskiego w stopniu pułkownika, a od marca do maja 1954 zastępcą szefa Zarządu KGB Kraju Ałtajskiego. Od kwietnia 1954 do 16 stycznia 1956 był sekretarzem, a od 18 stycznia 1956 do kwietnia 1957 II sekretarzem Ałtajskiego Komitetu Krajowego KPZR, następnie od 27 kwietnia 1957 do 17 czerwca 1961 I sekretarzem Jarosławskiego Komitetu Obwodowego KPZR. Od sierpnia 1961 do lutego 1963 był I zastępcą przewodniczącego Sownarchozu Ałtajskiego Ekonomicznego Rejonu Administracyjnego, od lutego 1963 do końca życia dyrektorem Ałtajskiego Naukowo-Badawczego Instytutu Technologii Budowy Maszyn, jednocześnie 1967-1969 wykładowcą Ałtajskiego Instytutu Politechnicznego, 11 marca 1967 otrzymał tytuł docenta.

## Odznaczenia
- Order Lenina (dwukrotnie - 1944 i 1957)
- Order Czerwonego Sztandaru Pracy (dwukrotnie - 16 lutego 1960 i 5 kwietnia 1971)
- Order Czerwonej Gwiazdy (1942)